# Basselinia moorei
Espèce
Statut de conservation UICN

 CR B1ab(iii,v)+2ab(iii,v) : 
En danger critique
Basselinia moorei est une espèce de palmiers endémique de Nouvelle-Calédonie découverte et décrite en 2011 par Jean-Christophe Pintaud et Fred Stauffer, mais déjà en danger critique d’extinction.

## Habitat
Basselinia moorei est un palmier plus précisément endémique du mont Panié, dans le Nord-Est de la Grande Terre. Les menaces principales identifiées sont la destruction des graines par les rats, la dégradation de l'habitat par les cochons, mais aussi la collecte illégale. Ainsi, cette espèce est « En Danger Critique (CR) B1ab(iii,v)+2ab(iii,v) » avec un déclin de la qualité de l'habitat, du nombre d'individus matures et une absence de jeunes sujets.